# Лонгдейл (Оклахома)
Лонгдейл (англ. Longdale) — місто (англ. town) в США, в окрузі Блейн штату Оклахома. Населення — 186 осіб (2020).

## Географія
Лонгдейл розташований за координатами 36°8′1″ пн. ш. 98°33′4″ зх. д. / 36.13361° пн. ш. 98.55111° зх. д. (36.133669, -98.550984).  За даними Бюро перепису населення США в 2010 році місто мало площу 0,69 км², уся площа — суходіл.

### Клімат
| Клімат : Лонгдейл     | Клімат : Лонгдейл | Клімат : Лонгдейл | Клімат : Лонгдейл | Клімат : Лонгдейл | Клімат : Лонгдейл | Клімат : Лонгдейл | Клімат : Лонгдейл | Клімат : Лонгдейл | Клімат : Лонгдейл | Клімат : Лонгдейл | Клімат : Лонгдейл | Клімат : Лонгдейл | Клімат : Лонгдейл |
| Показник              | Січ.              | Лют.              | Бер.              | Квіт.             | Трав.             | Черв.             | Лип.              | Серп.             | Вер.              | Жовт.             | Лист.             | Груд.             | Рік               |
| Середній максимум, °C | 7,7               | 10,7              | 15,8              | 21,4              | 26,1              | 31,1              | 34,7              | 33,8              | 28,9              | 22,9              | 15,0              | 9,0               | 21,4              |
| Середній мінімум, °C  | −6,4              | −3,6              | 1,3               | 7,8               | 13,2              | 18,2              | 21,0              | 19,8              | 15,3              | 8,6               | 1,6               | −4,4              | 7,7               |
| Норма опадів, мм      | 15                | 28                | 53                | 58                | 109               | 97                | 61                | 61                | 81                | 51                | 46                | 20                | 681               |
| --------------------- | ----------------- | ----------------- | ----------------- | ----------------- | ----------------- | ----------------- | ----------------- | ----------------- | ----------------- | ----------------- | ----------------- | ----------------- | ----------------- |
| Джерело: weather.com  |                   |                   |                   |                   |                   |                   |                   |                   |                   |                   |                   |                   |                   |

## Демографія
Згідно з переписом 2010 року, у місті мешкали 262 особи в 108 домогосподарствах у складі 67 родин. Густота населення становила 378 осіб/км².  Було 180 помешкань (260/км²).
Расовий склад населення:
| - 79,8 % — білих - 13,7 % — корінних американців - 2,7 % — осіб інших рас |

До двох чи більше рас належало 3,8 %. Частка іспаномовних становила 4,6 % від усіх жителів.
За віковим діапазоном населення розподілялося таким чином: 21,0 % — особи молодші 18 років, 65,6 % — особи у віці 18—64 років, 13,4 % — особи у віці 65 років та старші. Медіана віку мешканця становила 42,7 року. На 100 осіб жіночої статі у місті припадало 118,3 чоловіків;  на 100 жінок у віці від 18 років та старших — 125,0 чоловіків також старших 18 років.
Середній дохід на одне домашнє господарство  становив 40 033 долари США (медіана — 33 750), а середній дохід на одну сім'ю — 50 840 доларів (медіана — 47 000). За межею бідності перебувало 27,6 % осіб, у тому числі 38,5 % дітей у віці до 18 років та 16,7 % осіб у віці 65 років та старших.
Цивільне працевлаштоване населення становило 74 особи. Основні галузі зайнятості: мистецтво, розваги та відпочинок — 20,3 %, сільське господарство, лісництво, риболовля — 17,6 %, транспорт — 16,2 %.